# Klasyfikacja medalowa Zimowych Igrzysk Paraolimpijskich 2006
     zdobywcy co najmniej jednego złotego medalu
     zdobywcy co najmniej jednego srebrnego medalu
     zdobywcy co najmniej jednego brązowego medalu
     państwa bez medalu
     państwa nieuczestniczące w igrzyskach

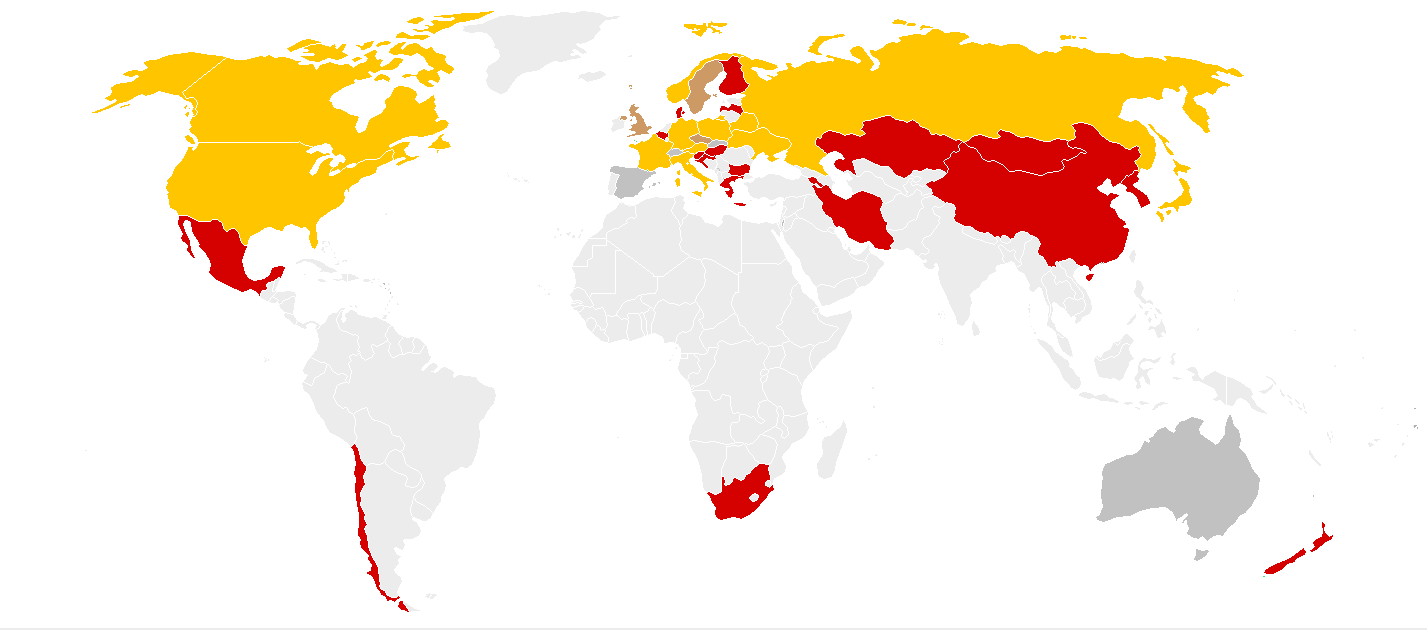
Państwa uczestniczące w Zimowych Igrzyskach Paraolimpijskich 2006
zdobywcy co najmniej jednego złotego medalu
zdobywcy co najmniej jednego srebrnego medalu
zdobywcy co najmniej jednego brązowego medalu
państwa bez medalu
państwa nieuczestniczące w igrzyskach

Klasyfikacja medalowa Zimowych Igrzysk Paraolimpijskich 2006 – zestawienie państw, reprezentowanych przez narodowe komitety paraolimpijskie, uszeregowanych pod względem liczby zdobytych medali na IX Zimowych Igrzyskach Paraolimpijskich w 2006 roku w Turynie.
Na igrzyskach paraolimpijskich w Turynie przeprowadzono 58 konkurencji w pięciu dyscyplinach sportowych, czyli o 34 mniej niż na poprzednich zimowych igrzyskach, rozegranych w 2002 roku w Salt Lake City. Różnica w liczbie konkurencji była efektem nowej kategoryzacji niepełnosprawnych sportowców startujących w biegach narciarskich i narciarstwie alpejskim. Zamiast dotychczas stosowanych klas sportowych wprowadzono trzy ogólne kategorie niepełnosprawności (osoby stojące, osoby na wózkach i osoby niewidome), za które przyznawano odpowiednią wartość procentową w zależności od stopnia niepełnosprawności. Po raz pierwszy medale igrzysk paraolimpijskich przyznano w curlingu na wózkach. Konkurencjami debiutującymi na igrzyskach paraolimpijskich były również biathlonowe biegi na długich dystansach (10 km wśród kobiet na siedząco oraz 12,5 km w pozostałych kategoriach).
W zawodach wzięło udział 474 sportowców (375 mężczyzn i 99 kobiet) reprezentujących 38 narodowe komitety paraolimpijskie. Po raz pierwszy na zimowych igrzyskach paraolimpijskich wystartowały reprezentacje Meksyku i Mongolii.
Medale zdobyli reprezentanci 19 państw, co oznacza, że 19 reprezentacji zakończyło igrzyska z zerowym dorobkiem medalowym. Po raz pierwszy w historii zwycięstwo w klasyfikacji medalowej zimowych igrzysk paraolimpijskich odniosła Rosja. Sportowcy z tego kraju zdobyli 33 medale – 13 złotych, 13 srebrnych i 7 brązowych. Był to najlepszy występ Rosjan w historii zimowych startów i drugi w historii, biorąc pod uwagę również edycje letnie. Drugą pozycję w tabeli medalowej zajęły Niemcy z 18 medalami (8 złotymi, 5 srebrnymi i 5 brązowymi). Dla Niemców był to najsłabszy wynik medalowy podczas igrzysk paraolimpijskich od 1980 roku. Trzecie miejsce w klasyfikacji zajęła Ukraina, dla której osiągnięty wynik (25 medali – 7 złotych, 9 srebrnych i 9 brązowych) był najlepszym ze wszystkich zimowych startów w historii.
Najlepsze pod względem liczby zdobytych medali zimowe starty od igrzysk w Lillehammer w 1994 roku odnotowały reprezentacje Francji i Polski. Dla reprezentacji Japonii były to drugie zimowe igrzyska paraolimpijskie (po Nagano 1998), podczas których zdobyła ona złoty medal, a dla Białorusi drugi z rzędu zimowy występ z medalami paraolimpijskimi.
Najsłabszy występ w historii startów na igrzyskach paraolimpijskich (letnich i zimowych) zaliczyli reprezentanci Norwegii i Słowacji, a najsłabsze występy, biorąc pod uwagę jedynie zimowe starty, reprezentacje Austrii, Szwecji i Szwajcarii. Szwajcarzy po raz pierwszy w zimowych igrzyskach nie zdobyli złotego medalu, a Szwedzi po raz drugi we wszystkich startach paraolimpijskich nie zdobyli złota ani srebra. Po raz pierwszy od Letnich Igrzysk Paraolimpijskich 1968 reprezentacja Finlandii nie zdobyła żadnego medalu. Najsłabsze wyniki medalowe od zimowych igrzysk w 1980 roku osiągnęły reprezentacje Stanów Zjednoczonych i Nowej Zelandii, od igrzysk w 1988 roku – reprezentacje Australii i Hiszpanii, a od igrzysk w 1994 roku – reprezentacje Włoch, Czech i Wielkiej Brytanii. W porównaniu do igrzysk w Salt Lake City, w Turynie żadnego medalu nie zdobyły reprezentacje Korei Południowej, Holandii (w Turynie nie wystawiła ona żadnego reprezentanta), Finlandii i Nowej Zelandii.
Najbardziej utytułowaną zawodniczką igrzysk w Turynie została Ołena Jurkowśka, reprezentantka Ukrainy w biegach narciarskich i biathlonie w kategorii osób na wózkach. W jej dorobku było sześć medali – cztery złote, jeden srebrny i jeden brązowy. Drugie miejsce w klasyfikacji multimedalistów zajęła rosyjska niewidoma biegaczka Lubow Wasiljewa z trzema złotymi i jednym brązowym medalem, a trzecie startujący na wózku niemiecki alpejczyk Martin Braxenthaler z trzema tytułami mistrza paraolimpijskiego.

## Klasyfikacja państw
Poniższa tabela przedstawia klasyfikację medalową państw, które zdobyły medale na Zimowych Igrzyskach Paraolimpijskich 2006 w Turynie, sporządzoną na podstawie oficjalnych raportów Międzynarodowego Komitetu Paraolimpijskiego. Klasyfikacja posortowana jest najpierw według liczby osiągniętych medali złotych, następnie srebrnych, a na końcu brązowych. W przypadku, gdy dwa kraje zdobyły tę samą liczbę medali wszystkich kolorów, o kolejności zdecydował porządek alfabetyczny.
| Miejsce | Państwo         | Złoto | Srebro | Brąz | Razem |
| ------- | --------------- | ----- | ------ | ---- | ----- |
| 1.      | Rosja           | 13    | 13     | 7    | 33    |
| 2.      | Niemcy          | 8     | 5      | 5    | 18    |
| 3.      | Ukraina         | 7     | 9      | 9    | 25    |
| 4.      | Francja         | 7     | 2      | 6    | 15    |
| 5.      | USA             | 7     | 2      | 3    | 12    |
| 6.      | Kanada          | 5     | 3      | 5    | 13    |
| 7.      | Austria         | 3     | 4      | 7    | 14    |
| 8.      | Japonia         | 2     | 5      | 2    | 9     |
| 9.      | Włochy          | 2     | 2      | 4    | 8     |
| 10.     | Polska          | 2     | –      | –    | 2     |
| 11.     | Białoruś        | 1     | 6      | 2    | 9     |
| 12.     | Norwegia        | 1     | 1      | 3    | 5     |
| 13.     | Australia       | –     | 1      | 1    | 2     |
| 13.     | Hiszpania       | –     | 1      | 1    | 2     |
| 13.     | Słowacja        | –     | 1      | 1    | 2     |
| 13.     | Szwajcaria      | –     | 1      | 1    | 2     |
| 17.     | Czechy          | –     | –      | 1    | 1     |
| 17.     | Szwecja         | –     | –      | 1    | 1     |
| 17.     | Wielka Brytania | –     | –      | 1    | 1     |
| Razem   | Razem           | 58    | 58     | 58   | 174   |

## Klasyfikacje według dyscyplin

### Biathlon
Na igrzyskach paraolimpijskich w Turynie rozegranych zostało dwanaście konkurencji biathlonowych. Do dotychczas przeprowadzanych biegów na 7,5 km we wszystkich kategoriach dołączono biegi na dłuższych dystansach – 10 km wśród kobiet na siedząco oraz 12,5 km w pozostałych kategoriach. W programie znalazło się po sześć biegów kobiet i mężczyzn. Konkurencje podzielone były na trzy kategorie: osoby stojące, osoby na wózkach i osoby niewidome.
Medale zdobyli reprezentanci siedmiu państw. Najliczniejszy dorobek medalowy uzyskali Rosjanie, którzy zdobyli sześć złotych, cztery srebrne i dwa brązowe medale. Jedenaścioro biathlonistów wywalczyło w Turynie po dwa medale paraolimpijskie. Wśród mężczyzn w kategorii osób na wózkach dwa złote medale zdobył Władimir Kisielow, w kategorii osób stojących dwa złota wywalczył Rustam Garifułlin, a dwa brązowe medale Nils Erik Ulset, z kolei w kategorii niewidomych po złotym i srebrnym medalu zdobyli Irek Mannanow i Witalij Łukjanenko. W zawodach kobiet w kategorii osób na wózkach dwa złote medale zdobyła Ołena Jurkowśka, po srebrnym i brązowym medalu wywalczyły Switłana Tryfonowa i Ludmyła Pawłenko, w kategorii osób niewidomych złoto i srebro zdobyła Miyuki Kobayashi, a złoto i brąz Verena Bentele, natomiast wśród osób stojących multimedalistką została Anne Floriet, w dorobku której znalazł się złoty i brązowy medal.
Verena Bentele jako jedyna biathlonistka obroniła tytuł mistrzyni paraolimpijskiej z Salt Lake City, zwyciężając na obu igrzyskach bieg na 7,5 km osób niewidomych.
| Miejsce | Państwo  | Złoto | Srebro | Brąz | Razem |
| ------- | -------- | ----- | ------ | ---- | ----- |
| 1.      | Rosja    | 6     | 4      | 2    | 12    |
| 2.      | Ukraina  | 3     | 6      | 3    | 12    |
| 3.      | Niemcy   | 1     | 1      | 2    | 4     |
| 4.      | Japonia  | 1     | 1      | 1    | 3     |
| 5.      | Francja  | 1     | –      | 1    | 2     |
| 6.      | Norwegia | –     | –      | 2    | 2     |
| 7.      | Kanada   | –     | –      | 1    | 1     |
| Razem   | Razem    | 12    | 12     | 12   | 36    |

### Biegi narciarskie
W ramach igrzysk paraolimpijskich w Turynie przeprowadzono 20 konkurencji w biegach narciarskich, czyli o 12 mniej niż na poprzednich igrzyskach w Salt Lake City. Zmiana liczby biegów wynikała z nowej kategoryzacji niepełnosprawnych biegaczy – dotychczasowe klasy startowe, określające stopień niepełnosprawności, zastąpiono trzema ogólnymi kategoriami: osoby stojące, osoby na wózkach (siedzące) i osoby niewidome. W każdej kategorii przyznawano po trzy medale w każdej konkurencji, stosując tzw. system handicapowy, wedle którego rodzaj schorzenia danego zawodnika był rekompensowany odpowiednią wartością procentową.
W programie konkurencji biegowych wprowadzono również drobne korekty dystansów – w otwartej sztafecie mężczyzn zmieniono dystans krótkiego biegu z 2,5 do 3,75 km, z kolei u kobiet rozegrano bieg na 2,5 km tylko wśród osób siedzących (w Salt Lake City odbył się on we wszystkich kategoriach), natomiast odwrotnie w przypadku biegu na 10 km (w Turynie przeprowadzono go tylko wśród osób siedzących).
Medale wywalczyli reprezentanci dziewięciu państw, spośród których największy dorobek uzyskali Rosjanie – 21 medali (7 złotych, 9 srebrnych i 5 brązowych). Dziewiętnaścioro biegaczy i biegaczek zostało multimedalistami igrzysk w Turynie. Pięć zawodniczek zdobyło po cztery medale – Ołena Jurkowśka (dwa złote, jeden srebrny, jeden brązowy) oraz Ludmiła Wauczok (jeden złoty i trzy srebrne) spośród osób na wózkach, Lubow Wasiljewa (trzy złote i jeden brązowy) oraz Tatjana Iljuczenko (jeden złoty, dwa srebrne i jeden brązowy) wśród osób niewidomych i Julija Batenkowa (jeden srebrny i trzy brązowe) wśród osób stojących. W biegach kobiet przynajmniej dwa medale zdobyły ponadto: Katarzyna Rogowiec (dwa złote) i Anna Burmistrowa (jeden złoty i dwa srebrne) w kategorii osób stojących, Colette Bourgonje i Ludmyła Pawłenko (obie po dwa brązowe) w kategorii osób na wózkach oraz Jadwiha Skorabahata (dwa srebrne i jeden brązowy) w kategorii osób niewidomych. W biegach mężczyzn multimedalistami zostali: Taras Kryjanowski (dwa złote i jeden srebrny), Jurij Kostiuk (złoty, srebrny i brązowy) i Siergiej Szyłow (dwa srebrne i jeden brązowy) w kategorii osób na wózkach, Steve Cook (dwa złote i jeden brązowy), Kiriłł Michajłow (jeden złoty i jeden srebrny) i Alfis Makamiedinow (dwa srebrne) w kategorii osób stojących oraz Brian McKeever (dwa złote i jeden srebrny), Ołeh Munc (jeden złoty i jeden brązowy) i Wasil Szapciaboj (jeden srebrny i jeden brązowy) w kategorii osób niewidomych.
Tytuły mistrzów paraolimpijskich z Salt Lake City obronili: Brian McKeever w biegach na 5 i 10 km osób niewidomych oraz Taras Kryjanowski na dystansie 5 km osób siedzących.
| Miejsce | Państwo  | Złoto | Srebro | Brąz | Razem |
| ------- | -------- | ----- | ------ | ---- | ----- |
| 1.      | Rosja    | 7     | 9      | 5    | 21    |
| 2.      | Ukraina  | 4     | 3      | 6    | 13    |
| 3.      | Kanada   | 2     | 1      | 2    | 5     |
| 4.      | USA      | 2     | –      | 1    | 3     |
| 5.      | Polska   | 2     | –      | –    | 2     |
| 6.      | Białoruś | 1     | 6      | 2    | 9     |
| 7.      | Niemcy   | 1     | 1      | 1    | 3     |
| 8.      | Norwegia | 1     | –      | 1    | 2     |
| 9.      | Francja  | –     | –      | 2    | 2     |
| Razem   | Razem    | 20    | 20     | 20   | 60    |

### Curling na wózkach

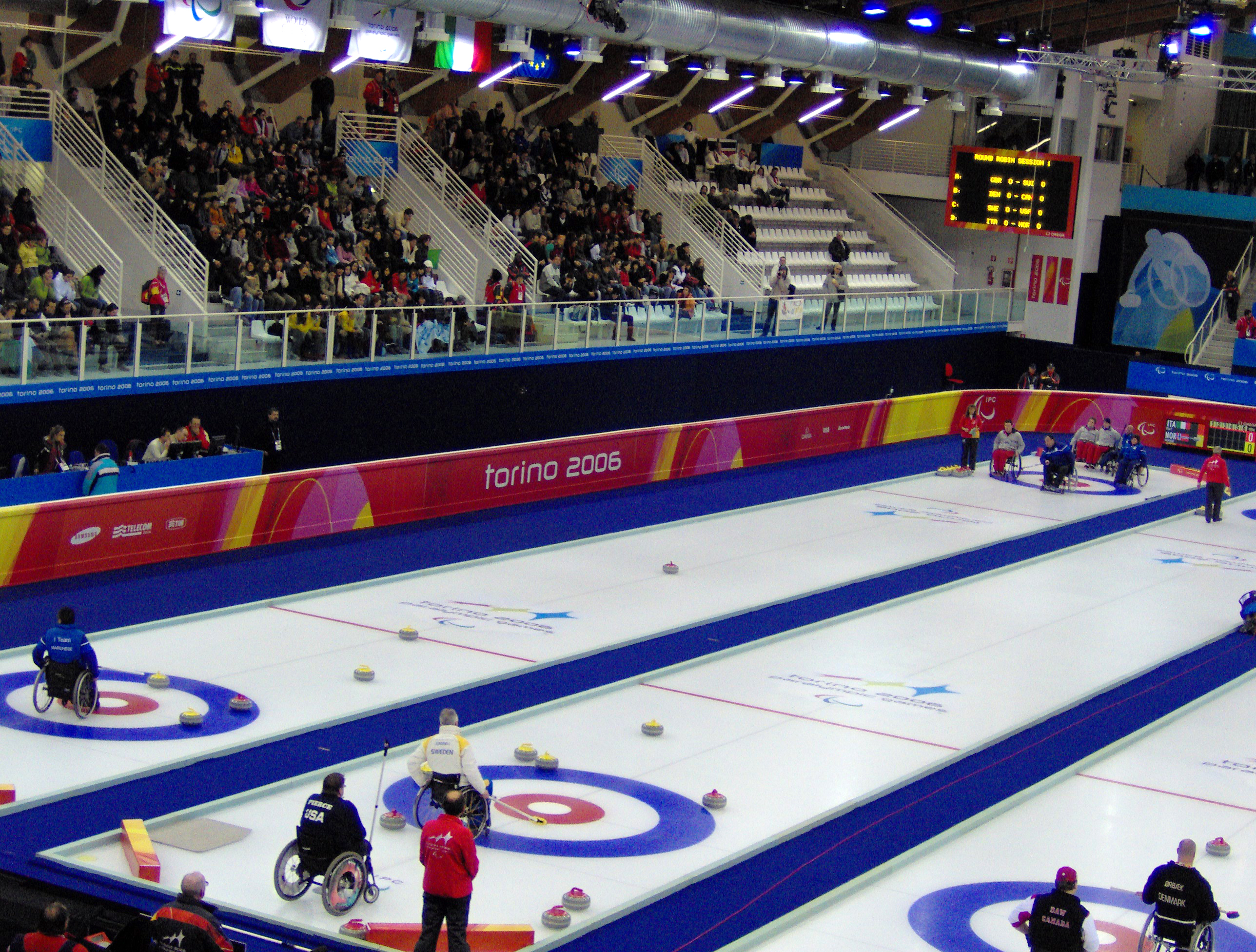
Curling na wózkach podczas igrzysk paraolimpijskich w Turynie

Na igrzyskach w Turynie po raz pierwszy przyznano medale paraolimpijskie w curlingu na wózkach. Dyscyplinę tę włączono do programu paraolimpijskiego po przeprowadzeniu mistrzostw świata w 2002 roku. W turnieju wzięły udział pięcioosobowe drużyny mieszane – według zasad w skład każdej z nich musieli wchodzić przedstawiciele obu płci, a w każdym meczu w każdym zespole musiała być co najmniej jedna kobieta.
Tytuł pierwszych mistrzów paraolimpijskich zdobyła reprezentacja Kanady, która wystąpiła w składzie: Gerry Austgarden, Karen Blachford, Gary Cormack, Chris Daw, Sonja Gaudet. Srebrne medale zdobyli Brytyjczycy, a brązowe Szwedzi.
| Miejsce | Państwo         | Złoto | Srebro | Brąz | Razem |
| ------- | --------------- | ----- | ------ | ---- | ----- |
| 1.      | Kanada          | 1     | –      | –    | 1     |
| 2.      | Wielka Brytania | –     | 1      | –    | 1     |
| 3.      | Szwecja         | –     | –      | 1    | 1     |
| Razem   | Razem           | 1     | 1      | 1    | 3     |

### Hokej na lodzie na siedząco
Na igrzyskach w Turynie po raz czwarty rozegrano turniej paraolimpijski w hokeju na lodzie na siedząco. Do turnieju przystąpiło osiem zespołów, w skład których weszli wyłącznie mężczyźni.
Złoty medal zdobyła reprezentacja Kanady, srebrny Norwegii, a brązowy Stanów Zjednoczonych. Po raz pierwszy medalu w hokeju nie zdobyła reprezentacja Szwecji, w związku z czym druga w turnieju Norwegia została jedynym państwem, które zdobyło medal paraolimpijski na wszystkich igrzyskach od 1994 roku. W drużynie norweskiej po raz czwarty na igrzyskach paraolimpijskich zagrali Helge Bjørnstad, Eskil Hagen, Atle Haglund i Kjetil Korbu Nilsen. Zostali tym samym po raz czwarty medalistami paraolimpijskimi, w dorobku każdego z zawodników był jeden złoty i trzy srebrne medale.
| Miejsce | Państwo  | Złoto | Srebro | Brąz | Razem |
| ------- | -------- | ----- | ------ | ---- | ----- |
| 1.      | Kanada   | 1     | –      | –    | 1     |
| 2.      | Norwegia | –     | 1      | –    | 1     |
| 3.      | USA      | –     | –      | 1    | 1     |
| Razem   | Razem    | 1     | 1      | 1    | 3     |

### Narciarstwo alpejskie
Zawody w narciarstwie alpejskim podczas igrzysk w Turynie składały się z 24 konkurencji, czyli o 29 mniej niż w Salt Lake City. Tak samo, jak w przypadku konkurencji w biegach narciarskich, różnica w liczbie konkurencji polegała na zmianie kategorii niepełnosprawności – zamiast klas sportowych wprowadzono trzy kategorie: osoby stojące, osoby na wózkach i osoby niewidome, stopień niepełnosprawności rekompensowano według systemu handicapowego. Kobiety i mężczyźni rywalizowali w zjeździe, supergigancie, slalomie i slalomie gigancie w trzech kategoriach niepełnosprawności.
Medale zdobyli reprezentanci dwunastu państw. Najwięcej medali wszystkich kruszców zdobyli zawodnicy i zawodniczki z Austrii (14 – 3 złote, 4 srebrne i 7 brązowych), w tabeli medalowej najlepsi byli natomiast Niemcy z dorobkiem 11 medali (6 złotych, 3 srebrnych i 2 brązowych). Dziewiętnaścioro alpejczyków zdobyło przynajmniej dwa medale paraolimpijskie w Turynie. Wśród mężczyzn najbardziej utytułowanym zawodnikiem był Martin Braxenthaler, który zdobył trzy złote medale w konkurencjach osób na wózkach. W tej samej kategorii po dwa medale wywalczyli Harald Eder (dwa srebrne) i Jürgen Egle (dwa brązowe). Wśród mężczyzn w kategorii osób stojących czterokrotnie medalistą został Gerd Schönfelder (dwa złote, jeden srebrny i jeden brązowy medal), a dwukrotnie – Walter Lackner (złoty i brązowy) i Thomas Pfyl (srebrny i brązowy). Z kolei spośród osób niewidomych multimedalistami zostali: Nicolas Berejny (dwa złote i jeden brązowy), Gianmaria Dal Maistro (złoty i srebrny), Gerd Gradwohl (złoty i brązowy) oraz Eric Villalón i Chris Williamson (obaj po jednym srebrnym i jednym brązowym). Wśród kobiet najbardziej utytułowaną alpejką została Solène Jambaqué, w dorobku której znalazły się cztery medale (dwa złote, jeden srebrny i jeden brązowy) zdobyte w kategorii osób stojących. W tej samej kategorii dwa medale wywalczyła Lauren Woolstencroft (złoty i srebrny). Tak samo jak Jambaqué po cztery medale zdobyły zawodniczki niewidome Sabine Gasteiger (jeden złoty, dwa srebrne i jeden brązowy) oraz Silvia Parente (jeden złoty i trzy brązowe). Multimedalistkami zostały również: niewidoma Pascale Casanova (dwa złote i jeden srebrny medal) oraz startujące na wózkach Laurie Stephens (dwa złote i jeden srebrny), Kuniko Obinata (jeden złoty i dwa srebrne) i Daila Dameno (jeden srebrny i jeden brązowy).
Tytuły mistrzów paraolimpijskich z Salt Lake City obronili: wśród mężczyzn Martin Braxenthaler w slalomie, slalomie gigancie i supergigancie osób na wózkach, Gerd Schoenfelder w zjeździe i slalomie gigancie osób stojących i Kevin Bramble w zjeździe osób na wózkach, a wśród kobiet Pascale Casanova w zjeździe osób niewidomych.
| Miejsce | Państwo    | Złoto | Srebro | Brąz | Razem |
| ------- | ---------- | ----- | ------ | ---- | ----- |
| 1.      | Niemcy     | 6     | 3      | 2    | 11    |
| 2.      | Francja    | 6     | 2      | 3    | 11    |
| 3.      | USA        | 5     | 2      | 1    | 8     |
| 4.      | Austria    | 3     | 4      | 7    | 14    |
| 5.      | Włochy     | 2     | 2      | 4    | 8     |
| 6.      | Japonia    | 1     | 4      | 1    | 6     |
| 7.      | Kanada     | 1     | 2      | 2    | 5     |
| 8.      | Australia  | –     | 1      | 1    | 2     |
| 8.      | Hiszpania  | –     | 1      | 1    | 2     |
| 8.      | Słowacja   | –     | 1      | 1    | 2     |
| 8.      | Szwajcaria | –     | 1      | 1    | 2     |
| 12.     | Czechy     | –     | 1      | –    | 1     |
| Razem   | Razem      | 24    | 24     | 24   | 72    |

## Multimedaliści
Podczas igrzysk paraolimpijskich w Turynie 32 sportowców wywalczyło więcej niż jeden medal, w tym przynajmniej jeden złoty. Najwięcej – ośmioro – multimedalistów startowało w barwach Rosji. Trzynaścioro z multimedalistów stawało na podium paraolimpijskim w narciarstwie alpejskim, dziesięcioro jednocześnie w biegach narciarskich i biathlonie, siedmioro tylko w biegach narciarskich, a dwoje tylko w biathlonie.
Najwięcej medali zdobyła Ołena Jurkowśka – 4 złote, 1 srebrny i 1 brązowy. Tuż za nią miejsca w indywidualnej tabeli medalowej zajęli Lubow Wasiljewa z trzema złotymi i jednym brązowym medalem oraz Martin Braxenthaler z trzema złotymi medalami.
Poniższa tabela przedstawia indywidualne zestawienie multimedalistów Zimowych Igrzysk Paraolimpijskich 2006, czyli zawodników i zawodniczek, którzy zdobyli więcej niż jeden medal paraolimpijski na tych igrzyskach, w tym przynajmniej jeden złoty.
| Miejsce | Zawodnik              | Państwo  | Dyscyplina                 | Złoto | Srebro | Brąz | Razem |
| ------- | --------------------- | -------- | -------------------------- | ----- | ------ | ---- | ----- |
| 1.      | Ołena Jurkowśka       | Ukraina  | biathlon biegi narciarskie | 4     | 1      | 1    | 6     |
| 2.      | Lubow Wasiljewa       | Rosja    | biegi narciarskie          | 3     | –      | 1    | 4     |
| 3.      | Martin Braxenthaler   | Niemcy   | narciarstwo alpejskie      | 3     | –      | –    | 3     |
| 4.      | Taras Kryjanowski     | Rosja    | biathlon biegi narciarskie | 2     | 2      | –    | 4     |
| 5.      | Solène Jambaqué       | Francja  | narciarstwo alpejskie      | 2     | 1      | 1    | 4     |
| 5.      | Brian McKeever        | Kanada   | biathlon biegi narciarskie | 2     | 1      | 1    | 4     |
| 5.      | Gerd Schönfelder      | Niemcy   | narciarstwo alpejskie      | 2     | 1      | 1    | 4     |
| 8.      | Pascale Casanova      | Francja  | narciarstwo alpejskie      | 2     | 1      | –    | 3     |
| 8.      | Rustam Garifułlin     | Rosja    | biathlon biegi narciarskie | 2     | 1      | –    | 3     |
| 8.      | Laurie Stephens       | USA      | narciarstwo alpejskie      | 2     | 1      | –    | 3     |
| 11.     | Verena Bentele        | Niemcy   | biathlon biegi narciarskie | 2     | –      | 1    | 3     |
| 11.     | Nicolas Berejny       | Francja  | narciarstwo alpejskie      | 2     | –      | 1    | 3     |
| 11.     | Steve Cook            | USA      | biegi narciarskie          | 2     | –      | 1    | 3     |
| 14.     | Władimir Kisielow     | Rosja    | biathlon                   | 2     | –      | –    | 2     |
| 14.     | Katarzyna Rogowiec    | Polska   | biegi narciarskie          | 2     | –      | –    | 2     |
| 16.     | Anna Burmistrowa      | Rosja    | biathlon biegi narciarskie | 1     | 3      | –    | 4     |
| 16.     | Ludmiła Wauczok       | Białoruś | biegi narciarskie          | 1     | 3      | –    | 4     |
| 18.     | Sabine Gasteiger      | Austria  | narciarstwo alpejskie      | 1     | 2      | 1    | 4     |
| 18.     | Tatjana Iljuczenko    | Rosja    | biegi narciarskie          | 1     | 2      | 1    | 4     |
| 18.     | Jurij Kostiuk         | Ukraina  | biathlon biegi narciarskie | 1     | 2      | 1    | 4     |
| 21.     | Irek Mannanow         | Rosja    | biathlon biegi narciarskie | 1     | 2      | –    | 3     |
| 21.     | Kuniko Obinata        | Japonia  | narciarstwo alpejskie      | 1     | 2      | –    | 3     |
| 23.     | Witalij Łukjanenko    | Ukraina  | biathlon biegi narciarskie | 1     | 1      | 1    | 3     |
| 24.     | Gianmaria Dal Maistro | Włochy   | narciarstwo alpejskie      | 1     | 1      | –    | 2     |
| 24.     | Miyuki Kobayashi      | Japonia  | biathlon                   | 1     | 1      | –    | 2     |
| 24.     | Lauren Woolstencroft  | Kanada   | narciarstwo alpejskie      | 1     | 1      | –    | 2     |
| 27.     | Silvia Parente        | Włochy   | narciarstwo alpejskie      | 1     | –      | 3    | 4     |
| 28.     | Anne Floriet          | Francja  | biathlon biegi narciarskie | 1     | –      | 2    | 3     |
| 29.     | Gerd Gradwohl         | Niemcy   | narciarstwo alpejskie      | 1     | –      | 1    | 2     |
| 29.     | Walter Lackner        | Austria  | narciarstwo alpejskie      | 1     | –      | 1    | 2     |
| 29.     | Kiriłł Michajłow      | Rosja    | biegi narciarskie          | 1     | –      | 1    | 2     |
| 29.     | Ołeh Munc             | Ukraina  | biegi narciarskie          | 1     | –      | 1    | 2     |